# Strada statale 425 di Sant'Angelo dei Lombardi
La strada statale 425 di Sant'Angelo dei Lombardi (SS 425) è una strada statale italiana il cui percorso si snoda in Campania.

## Percorso
Ha inizio dalla strada statale 400 di Castelvetere in località Fontana Retitto, nel territorio comunale di Sant'Angelo dei Lombardi. La strada lambisce tale centro abitato e prosegue quindi in direzione nord-est.
Raggiunge poi il bivio per Rocca San Felice, giungendo infine all'innesto sulla strada statale 303 del Formicoso nei pressi di Guardia Lombardi.